# Johan I av Pfalz-Simmern
Johan I av Pfalz-Simmern, född 1459, död 1509, regerande greve av Simmern 1480 until 1509, son till Fredrik I av Pfalz-Simmern och Margareta av Geldern.
Gift med Johanna av Nassau-Saarbrücken.
Barn:
1. Johan II av Pfalz-Simmern, född 1492, död 1557.